# Georg Vogl
Georg Vogl (tjeckisk stavning Jiří Vogl), född 1912, död 1993, var en tjeckoslovakisk-svensk optikkonstruktör, huvudsakligen verksam i Sverige.

## Biografi

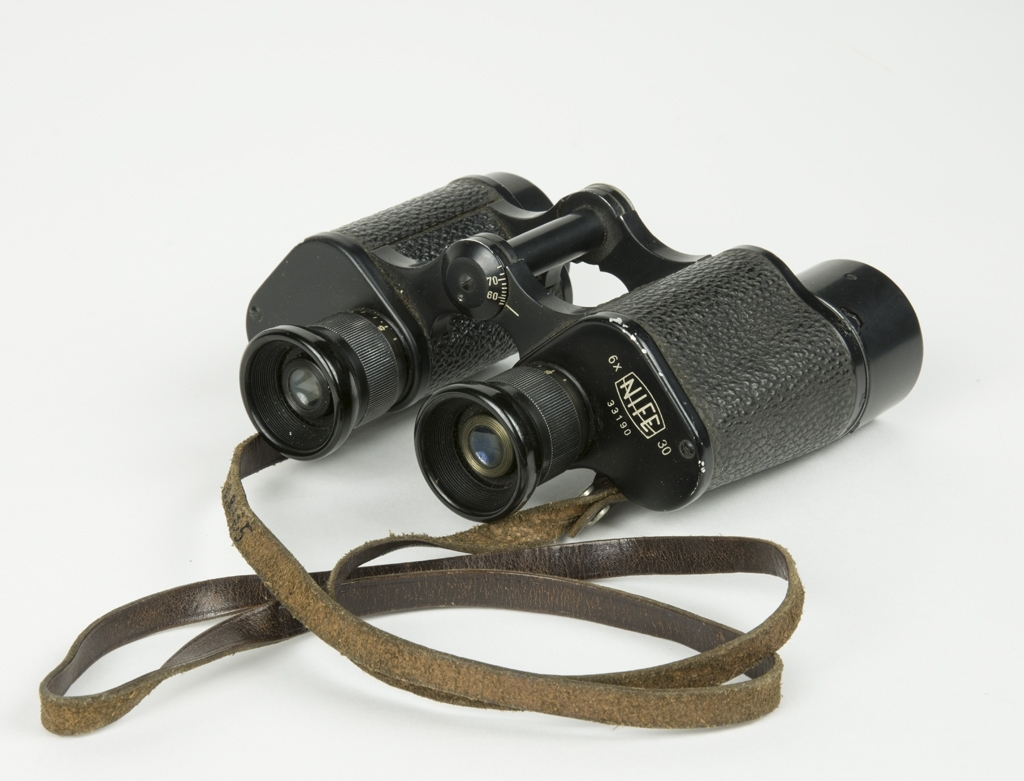
Dubbelkikare NIFE 6x30

### Före och under andra världskriget
Georg var son till en tjeckoslovakisk optiker. Efter studier i Prag och tre år hos Zeiss i Jena fick han anställning hos optiktillverkaren Srb a Štys i Prag.
När Hitlers trupper marscherade in i Prag i mars 1939 tog Vogl, som var jude, kontakt med Gillis Rosborg, konsul och chef i Prag för Ackumulator AB Jungner som hade den svenska agenturen för Srb a Štys.  Rosborg lade då en order på 1000 stycken 7x50-kikare.  För att Vogl och en kollega till honom, Leon Kauders, också jude, skulle få utresetillstånd hade beställningen gjorts på delar till kikare som sedan skulle monteras i Sverige under de bådas överinseende.
När de båda tjeckerna anlände till Stockholm förhandlade de till sig att licenstillverka Srb a Štys produkter i Sverige.  Då Sverige var i stort behov av optisk materiel under upprustningen av krigsmakten organiserade Ackumulator AB Jungner tillverkningen i sina lokaler i Stockholm.  Under varumärket NIFE kom sedan att tillverkas allt från handkikare till optiska sikten för flygplan.

### Efter andra världskriget
Efter andra världskriget var Vogl verksam inom konstruktion, forskning, utveckling och utbildning i optik, både i Sverige och utomlands.  Nife fortsatte tillverkningen av optik och nya produkter tillkom.  Vogl var även engagerad i uppbyggnaden av Institutet för optisk forskning (IOF) och bildandet av Svenska OptikSällskapet (SOS) i vars styrelse han var aktiv till sin död.

## Optiktillverkaren Nife
Varumärket Nife kommer av de kemiska beteckningarna för nickel (Ni) och järn (Fe), vilka är katod och anod i den nickel-järnackumulator som var en av Ackumulator AB Jungners produkter.
Företaget bytte 1968 namn till Jungner Instruments AB som tillsammans med Aga Aerotronics köptes upp av Bofors 1977 och fusionerades till Bofors Aerotronics.  Verksamheten lever idag (2014) vidare som FLIR Systems Optronics och Saab Tech Electronics.

## Utmärkelser
- 1980: Polhemspriset för hans forskning och uppbyggnad av teknisk optik och optisk industri i Sverige.